# Réserve naturelle de Baotianman
La réserve naturelle de Baotianman est une réserve de biosphère de l'Unesco située dans la province du Henan en Chine.